# Тегер (село)
Тегер (вірм. Տեղեր) — село в марзі Арагацотн, на заході Вірменії. Розташований за 13 км на північний захід від міста Аштарака, за 4 км на північний захід від села Ахцк та 3 км на схід від села Оргов, на південному схилі гори Арагац, на висоті 1650 м над рівнем моря.
Головною визначною пам'яткою Тегера є церква Сурб Марьям Аствацацін (Святої Богородиці). Це церква типу купольного залу, зведена з темно-сірого базальту в XIII столітті, і прибудованого до неї пізніше притвору. Комплекс був побудований за наказом Мамахатун, дружини принца Ваче Вачутьяна. Автором монастирського комплексу, як свідчить напис на колоні притвору, був священник Ахбайрік.
Неподалік від Тегеру, по дорозі до села Оргов, розташований величезний радіо-телескоп, найбільший телескоп подібного роду в колишньому СРСР. Зовсім поруч, через ущелину, розташована Бюраканська астрофізична обсерваторія, яку заснував в 1946 році видатний вчений, один із засновників теоретичної астрофізики Віктор Амбарцумян. По сусідству з телескопом розташована величезна дзеркальна тарілка — незакінчена сонячна електростанція.
У західній частині села знаходяться останки циклопічної фортеці бронзової доби. Близько фортеці недавно був виявлений підземний хід, що вів до найближчого джерела.